# Gustavo Ferreyra
Gustavo Ferreyra (Gustavo Ferreira), vollständiger Name Gustavo Washington Ferreira Briozzo, (* 29. Mai 1972 in Montevideo) ist ein ehemaliger uruguayischer Fußballspieler und heutiger Trainer.

## Karriere

### Spielertätigkeit

#### Vereine
Der 1,75 Meter große Offensivakteur Ferreyra gehörte zu Beginn seiner Karriere von 1988 bis Mitte 1991 der Mannschaft Central Españols an. Anschließend wechselte er zum Club Atlético Peñarol, für den er bis in das Jahr 1995 aktiv war. Die „Aurinegros“ gewannen in dieser Phase in den Jahren 1993 und 1994 die uruguayische Meisterschaft, erreichten 1993 die Finalspiele um die Copa Conmebol und unterlagen dort erst im Rückspiel nach Elfmeterschießen gegen Botafogo Rio de Janeiro. Mitte 1995 kehrte er zu Central Español zurück. Dieses erneute Engagement bei den Montevideanern währte bis 1997.

#### Nationalmannschaft
Ferreyra gehörte der uruguayischen U-20-Auswahl an, die an der U-20-Südamerikameisterschaft 1991 sowie an der Junioren-Weltmeisterschaft 1991 teilnahm.
Am 5. Mai 1991 debütierte er bei der 0:1-Auswärtsniederlage gegen die Auswahl der USA in der uruguayischen A-Nationalmannschaft, als er bei Pedro Ramón Cubillas erstem Spiel als Nationaltrainer von diesem in die Startaufstellung beordert wurde. In der Folgezeit absolvierte Ferreyra insgesamt fünf Länderspiele, bei denen er ein Tor schoss. Er nahm mit der „Celeste“ an der Copa América 1991 teil, bei der er vom nunmehr verantwortlichen Luis Alberto Cubilla allerdings nicht eingesetzt wurde. Letztmals lief er am 20. November 1991 beim 1:1-Unentschieden gegen Mexiko im Nationaltrikot auf.

#### Erfolge
- Uruguayischer Meister: 1993, 1994

### Trainertätigkeit
Ferreyra schlug nach der aktiven Karriere eine Trainerlaufbahn ein. Mindestens im März 2011 betreute er als Assistent des Cheftrainers Fabián Coito die uruguayischen U17-Nationalmannschaft bei der U-17-Südamerikameisterschaft in Ecuador. Seit dem Amtsantritt Coitos als Trainer der uruguayischen U-20-Nationalmannschaft im März 2014 wirkt er auch dort an dessen Seite als Co-Trainer.